# Borczyniec
Borczyniec (Carpocoris) – rodzaj pluskwiaków z rodziny tarczówkowatych.
Pluskwiaki o gęsto punktowanym, owalnym w obrysie ciele. Głowa wyposażona w wolny, pozbawiony podłużnego żeberka nadustek. Trzy końcowe człony czułków czarne, a pozostałe jaśniejsze, trzeci wyraźnie krótszy od drugiego. W częściach nasadowych szwów pleuralnych obecne czarne plamki. Śródpiersie z żeberkiem między biodrami. Na pleurytach zatułowia gruczoły zapachowe z długim kanałem wyprowadzającym, o otworach położonych z dala od bioder.  Odwłok o drugim widocznym sternicie pozbawionym skierowanego w przód wyrostka.
Rodzaj palearktyczny. W Polsce występują 3 gatunki: C. fuscipinus, C. melanocerus i C. purpureipennis.
Należą tu m.in.:
- Carpocoris coreanus Distant, 1899
- Carpocoris cyrenaicus Tamanini, 1958
- Carpocoris fuscispinus (Boheman, 1851) – borczyniec owocowy
- Carpocoris horvathi Tamanini, 1962
- Carpocoris mediterraneus Tamanini, 1958 – borczyniec śródziemnomorski
- Carpocoris melanocerus (Mulsant & Rey, 1852)
- Carpocoris pudicus (Poda, 1761) – borczyniec purpurowy
- Carpocoris purpureipennis (DeGeer, 1773) – borczyniec południowy
- Carpocoris seidenstueckeri Tamanini, 1959